# Сосновка (Ужурский район)
Сосновка — деревня в Ужурском районе Красноярского края России. Входит в состав Кулунского сельсовета.

## География
Село расположено в 9 км к северу от районного центра Ужур.

## Население
| 2010 |
| ---- |
| 56   |